# Велика Кісниця
Вели́ка Кі́сниця —  село в Україні, у Ямпільській міській громаді Могилів-Подільського району Вінницької області. Населення становить 2528 осіб (станом на 2020 рік). До 2020 орган місцевого самоврядування — Великокісницька сільська рада.

## Географія
Село Велика Кісниця розташоване 1,5 км вище впадання річки Марківка до Дністра. Неподалік від села, на кордоні з Молдовою, розташований місцевий прикордонний пункт пропуску «Велика Кісниця — Василькеу» та на кордоні з Придністров'ям — міждержавний пункт пропуску автомобільного сполучення «Велика Кісниця — Грушка» Могилів-Подільського прикордонного загону імені Героя України старшого лейтенанта В'ячеслава Семенова Південного регіонального управління Державної прикордонної служби України.

## Назва
На мапі 1650 (?) року Гійома де Боплана село Кісниця називається Kouzzenicze, а річка Марківка іменується Kouczeniecze, а село Велика Кісниця — Kouczeniecz. У праці Костянтина Тищенка «Слід тунгусів, маньчжурів і монголів в топоніміці України» відзначається, що KOUCZENicze — «від маньч». Хуǯу — «кланятися в землю». Тобто, назва села збереглася з часів Золотої Орди, хоча пізніше виникла легенда про село, що нібито воно збудоване «на кістках» — Велика Кісниця.

## Історія
Як показують археологічні розкопки, у середній течії Дністра вже 500—300 тисяч років тому жили люди. Безпосередньо на території села археологами знайдено палеолітичні знаряддя праці. У 1956 році були розкопані перші житла, що належать до Черняхівської культури III—IV століття до Різдва Христового.
Вперше під нинішньою назвою село згадується у писемних джерелах XVI століття. Як відомо, тривалий час належало польській шляхті — князям Замойським, Конецпольським та Любомирським — аж доки його не відвоювали козаки. Через польсько-козацькі війни село неодноразово підлягало спустошенню, але завдяки сприятливому місцерозташуванню швидко заселялось та відновлювалось.
Використовуючи коментар до карти Гійома де Боплана, де Кісниця значиться містом, а шрифт що позначає його на карті значно більший ніж ті якими позначені Ямпіль, Рашків, Буша (на той час були відомі своїми фортецями), можна зробити висновок, що Кісниця займала одне з ключових місць в житті тогочасного краю. Є також дані, що це було густонаселене місто з переважно дерев'яними спорудами, яке з часом було зруйноване великою повінню і тому не зберегло своїх слідів до наших днів.
Якщо ж казати про заснування сучасного села, то його переважно пов'язують із козацтвом, що належало до Брацлавського полку. Після другого поділу Речі Посполитої село увійшло до Російської імперії, отримавши статус державного. На той час, як засвідчують писемні джерела, населення Великої Кісниці перевищувало 8 тисяч осіб. Серед парафіян, зазначено, було чимало римо-католиків, юдеїв та греко-католиків. Греко-католицька церква Святого Миколая, збудована князем Любомирським (8 березня 1754 року), у проміжку з 1795 по 1798 рік була зруйнована великою повінню. Рятуючи церковний інвентар, загинув місцевий священик Василь Наливайко; у 1870 році на цьому місці було встановлено кам'яний хрест, який зберігся до наших днів. Поряд з хрестом в той час була побудована дерев'яна церква Успіння Божої Матері. 1813 року була споруджена кам'яна церква Святого Миколая, а 1861 року поряд із нею звели дзвіницю. Однак, жодна з цих пам'яток не збереглася донині.
З 1892 року у Великій Кісниці розпочала свою діяльність церковно-парафіяльна школа, проте, відомо, що вже 1871 року тут було засновано міністерське народне училище. Є також відомості щодо існування окремої єврейської школи.
7 (20) листопада 1917 року, відповідно до Третього Універсалу Української Центральної Ради, увійшло до складу Української Народної Республіки.
На Лівобережжі Дністра в межах УСРР мешкала невелика частина молдавського населення. Партійно-державне керівництво СРСР, спираючись в основному на міркування міжнародного престижу, вирішило створити у складі УРСР Молдавську автономію. У зв'язку з цим 12 жовтня 1924 року 3-я сесія ВУЦВК прийняла постанову про утворення Молдавської Автономної Соціалістичної Радянської Республіки, до складус якої були включені райони з переважаючим українським населенням Балтської та Одеського округ Одеської губернії і Тульчинської округи Подільської губернії Української СРР, розташованих на Лівобережжі Дністра. У Молдавській АСРР тоді налічувалося 582 населені пункти, які входили до складу 126 сільських рад. Таким чином у 1924 році село, включене до складу Молдавської АРСР та стало центром Велико-Косницького району, до складу якого тоді увійшли: Кетроси, Качківка, Вольфанівка, Цекинівка, Грушка та інші села Тульчинської округи. 3 червня 1925 року Велико-Косницький район розформований, більшість сіл, у тому числі й Велика Кісниця, увійшли до складу Ямпільського району Могилівської округи.
Під час організованого радянською владою Голодомору 1932—1933 років померло щонайменше 200 жителів села.
12 червня 2020 року, відповідно до Розпорядження Кабінету Міністрів України № 707-р «Про визначення адміністративних центрів та затвердження територій територіальних громад Вінницької області», увійшло до складу Ямпільської міської громади.
19 липня 2020 року, в результаті адміністративно-територіальної реформи та ліквідації Ямпільського району, село увійшло до складу новоутвореного Могилів-Подільського району.

## Населення
Згідно з переписом УРСР 1989 року чисельність наявного населення села становила 3809 осіб, з яких 1612 чоловіків та 2197 жінок.
За переписом населення України 2001 року в селі мешкало 3207 осіб.

### Мова
Розподіл населення за рідною мовою за даними перепису 2001 року:
| Мова       | Відсоток |
| ---------- | -------- |
| українська | 97,85 %  |
| російська  | 1,37 %   |
| молдовська | 0,68 %   |
| гагаузька  | 0,06 %   |
| болгарська | 0,03 %   |

## Релігія
Свято-Успенський храм, збудований у 1813 році.
В селі діють дві релігійних громади — Свято-Успенського храму Вінницько-Тульчинської єпархії ПЦУ та Свято-Миколаївського храму Могилів-Подільської єпархії УПЦ (МП). Рішенням сесії Великокісницької сільської ради у 2018 році релігійній громаді Свято-Миколаївського храму для будівництва та обслуговування будівель громадських та релігійних організацій виділено земельну ділянку, орієнтовною площею 0,30 га на вул. Центральній, 84а. 27 жовтня 2020 року релігійна громада села виграла апеляцію у справі, розпочатій за позовом з боку управління Могилів-Подільської єпархії РПЦ в Україні (УПЦ МП).

## Інфраструктура
В селі працюють амбулаторія, дві аптеки, опорний навчальний заклад загальної середньої освіти І-ІІІ ступенів, ДНЗ «Ромашка», будинок культури, бібліотека, ринок, відділення поштового зв'язку, нова пошта,стадіон, стадіон зі штучним покриттям, відділення «Ощадбанку».

## Відомі люди
- Володимир Сергійович Соловей (1922—1948) — Герой Радянського Союзу.
- Целік Кирило Іванович (23 лютого 1915 — 8 лютого 1945) — Герой Радянського Союзу.